# مؤمن بالخرافات (أغنية)
مؤمن بالخرافات (بالإنجليزية: Superstition)‏ هي أغنية للمغني وكاتب الأغاني الأمريكي «ستيفي وندر»، صدرت في 24 أكتوبر 1972، كأغنية رئيسية من ألبومه الخامس عشر «كتاب ناطق Talking Book». تصف الكلمات الخرافات الشعبية وتأثيراتها السلبية. صعدت الأغنية إلى المركز الأول في قائمة بيلبورد هوت 100 الأمريكية، وكانت أول أغنية منفردة من ستيفي ووندر منذ «أطراف الأصابع، الجزء Fingertips, Pt. 2» في عام 1963. بلغت ذروتها في المركز الحادي عشر في قوائم الأغاني الفردية في المملكة المتحدة في فبراير 1973. في نوفمبر 2004، صنفت مجلة «رولينج ستون» الأغنية في المركز 74، في قائمة أفضل 500 أغنية في كل العصور.

## طاقم العزف والتسجيل
ستيفي وندر: غناء رئيسي
هونار كلافينت: طبول وجيتار باس وموج
تريفور لورانس: تينور ساكسفون
ستيف ماديو: ترومبيت

## كلمات الأغنية
مؤمن بالخرافات جدا، كتابات على الحائط Very superstitious, writings on the wall
مؤمن بالخرافات جدا، سلالم على وشك السقوط Very superstitious, ladders 'bout to fall
طفل عمره ثلاثة عشر شهرًا، يحطم زجاج النظارة Thirteen-months-old baby broke the lookin' glass
سبع سنوات من سوء الحظ، الأشياء الجيدة في ماضيك Seven years of bad luck, the good things in your past
عندما تؤمن بالأشياء التي لا تفهمها When you believe in things that you don't understand
ثم تعاني Then you suffer
الخرافات ليست هي الطريق Superstition ain't the way
مؤمن بالخرافات جدا، إغسل وجهك ويديك Very superstitious, wash your face and hands
خلصني من المشكلة، إفعل كل ما تستطيع Rid me of the problem, do all that you can
أبقيني في أحلام اليقظة، إبقيني قويًا Keep me in a daydream, keep me goin' strong
لا تريد أن تنقذني، حزينة هي أغنيتي You don't wanna save me, sad is my song
عندما تؤمن بالأشياء التي لا تفهمها When you believe in things that you don't understand
ثم تعاني Then you suffer
الخرافات ليست هي الطريق، نعم، نعم Superstition ain't the way, yeah, yeah
مؤمن بالخرافات جدا، لا شيء آخر يمكن قوله Very superstitious, nothin' more to say
مؤمن بالخرافات جدا، الشيطان في طريقه Very superstitious, the devil's on his way
طفل عمره ثلاثة عشر شهرًا، يحطم زجاج النظارة Thirteen-months-old baby broke the lookin' glass
سبع سنوات من سوء الحظ، الأشياء الجيدة في ماضيك Seven years of bad luck, good things in your past
عندما تؤمن بالأشياء التي لا تفهمها When you believe in things that you don't understand
ثم تعاني Then you suffer
الخرافات ليست هي الطريق، لا، لا، لا Superstition ain't the way, no, no, no

## وصلات خارجية
https://www.songfacts.com/facts/stevie-wonder/superstition مؤمن بالخرافات (أغنية)
https://www.youtube.com/watch?v=xu9Ow1Yhyu8 مؤمن بالخرافات (أغنية)